# McKenzie Wark

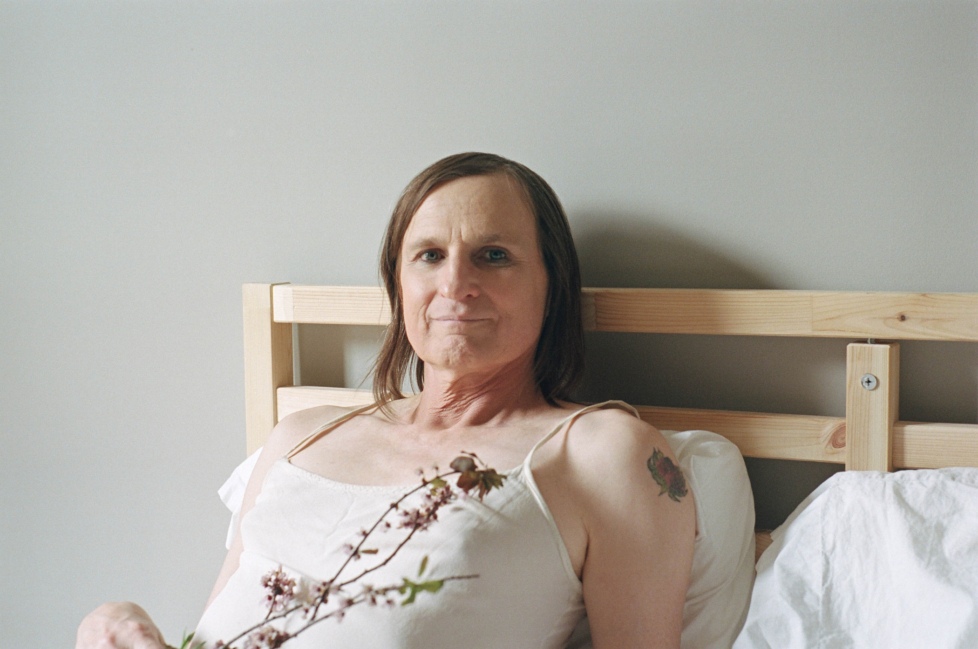
McKenzie Wark

McKenzie Wark (* 1961 in Newcastle) ist eine in Australien geborene Autorin, Theoretikerin sowie Professorin für Medien- und Kulturwissenschaften am Eugene Lang College der New School for Social Research in New York City.

## Leben
McKenzie Wark schloss ihren Bachelor 1985 an der Macquarie University ab und erlangte 1990 einen Masterabschluss an der University of Technology in Sydney. 1998 promovierte sie in „Communications“ an der australischen Murdoch University.
Seit 2000 lebt Wark in den USA und lehrt seit 2003 als Professorin für Medien- und Kulturwissenschaft am Eugene Lang College der New School for Social Research.
Im Jahr 2018 outete sich Wark als Transfrau und verwendete für sich zunächst geschlechtsneutrale Pronomen (they/them), ab 2019 jedoch weibliche Pronomen (she/her).

## Werk
Zusammen mit den Medientheoretikern Alexander R. Galloway und Eugene Thacker veröffentlichte sie 2013 Excommunication: Three Inquiries in Media and Mediation. In den drei Essays entwickeln Wark, Galloway und Thacker ein Verständnis von Medien und Vermittlung, das die Unmöglichkeit oder Verhinderung von Kommunikation selbst als integralen Teil von Kommunikation sieht und die Wirkmächtigkeit von Medientheorie infragestellte.
In dem 2020 erschienenen Buch Reverse Cowgirl beschreibt Wark die Geschichte ihrer sexuellen und sozialen Identitäten. Das Buch wurde auch als „Autoethnographie des Selbst“ beschrieben.
Wark war zudem mehrfach Beitragende auf der transmediale und hielt 2017 eine Anthropocene Lecture am Haus der Kulturen der Welt in Berlin.

## Publikationen (Auswahl)

### Monografien
- Love and Money, Sex and Death: A Memoir, Verso, 2023, ISBN 978-1-80429-261-7.
- Raving, Duke University Press, 2023, ISBN 978-1-4780-1938-1.
  - Raven, übersetzt von Joannie Baumgärtner, Merve Verlag, 2024, ISBN 978-3-96273-061-1.
- Philosophy for Spiders. On the Low Theory of Kathy Acker, Duke University Press, 2021, ISBN 978-1-4780-1468-3.
- Reverse Cowgirl, Semiotext(e), 2020, ISBN 978-1-63590-118-4.
  - Reverse Cowgirl, übersetzt von Johanna Davids, August Verlag, Berlin 2023, ISBN 978-3-7518-9010-6.
- Sensoria: Thinkers for the Twenty-first Century, Verso, 2020, ISBN 978-1-7887-3506-3.
- Capital Is Dead: Is This Something Worse?, Verso, 2019, ISBN 978-1-7887-3530-8.
  - Das Kapital ist tot, übersetzt von Tom Wohlfarth, Merve Verlag, 2021, ISBN 978-3-96273-043-7.
- General Intellects: Twenty-One Thinkers for the Twenty First Century, Verso, 2017, ISBN 978-1-7866-3190-9.
- Molecular Red: Theory for the Anthropocene, Verso, 2016, ISBN 978-1-78478408-9.
  - Molekulares Rot: Theorie für das Anthropozän, übersetzt von Dirk Höfer, Berlin, Matthes & Seitz, 2017, ISBN 978-3-9575-7395-7.
- mit Kathy Acker: I'm Very into You: Correspondence 1995-1996, Semiotext(e), 2015, ISBN 978-1584351641.
  - Du hast es mir sehr angetan. E-Mails 1995/96, übersetzt von Johanna Davids, August Verlag, 2022, ISBN 978-3-94136-099-0.
- The Beach Beneath the Street: The Everyday Life and Glorious Times of the Situationist International, Verso, 2015, ISBN 978-1-7816-8838-0.
- The Spectacle of Disintegration: Situationist Passages out of the Twentieth Century, Verso, 2013, ISBN 978-1-8446-7957-7.
- Excommunication: Three Inquiries in Media and Mediation (zusammen mit Alexander R. Galloway und Eugene Thacker),  University of Chicago Press, 2013, ISBN 978-0-2269-2522-6.
- Gamer Theory, Cambridge, MA, Harvard University Press, 2007, ISBN 978-0-674-02519-6.
- A Hacker Manifesto, Cambridge, MA, Harvard University Press, 2004, ISBN 978-0-674-01543-2.
- Virtual Geography: Living with Global Media Events, Indiana University Press, 1994, ISBN 978-0-253-20894-1.

### Artikel
- „Reality Cabaret: On Juliana Huxtable“, e-flux, #107, März 2020.
- „Femme as in Fuck You“, e-flux, #102, September 2019.
- „A Billion Black Anthropocenes“, Verso Blog, 1. Februar 2019.
- „Kathy Acker: Get Rid of Meaning“, The Brooklyn Rail, Februar 2019.
- „Wild Gone Girls“, e-flux, #93, September 2018.
- „My Collectible Ass“, e-flux, #85, Oktober 2017.
- „On Nick Land“, Verso Blog, 20. Juni 2017.
- „From Architecture to Kainotecture“, e-flux Architecture, April 2017.
- „Digital Provenance and the Artwork as Derivative“, e-flux, #77, November 2016.
- „Absolutes Spektakel“, in: Armen Avanessian, Christoph Cox, Jenny Jaskey, Suhail Malik (Hg.), Realismus | Materialismus | Kunst, Berlin, Merve, 2015, ISBN 978-3-88396-364-8.